# Lupinus colombiensis
Lupinus colombiensis är en ärtväxtart som beskrevs av Charles Piper Smith. Lupinus colombiensis ingår i släktet lupiner, och familjen ärtväxter. Inga underarter finns listade i Catalogue of Life.